# Херсонський район
Херсонський район — район в Херсонській області України. Адміністративний центр — місто Херсон. 
Утворений 19 липня 2020 року.
У складі району території Білозерської селищної, Великокопанівської сільської, Виноградівської сільської, Дар’ївської сільської, Музиківської сільської, Олешківської міської, Станіславської сільської, Херсонської міської, Чорнобаївської сільської, Ювілейної сільської територіальних громад, затверджених Кабінетом Міністрів України.
30 вересня 2022 Росія, яка на той час окупувала майже всю територію регіону, заявила про анексію області через фейковий «референдум» та створення квазідержави-одноденки за аналогією з Кримом. У ході контрнаступальної операції, що тривала з 29 серпня до 11 листопада 2022 року, Збройні сили України звільнили правобережну Херсонщину включно з Херсоном з-під російської окупації. Росія контролює лівобережну частину та претендує на всю територію області.